# Les Enfants dans la forêt
Pour plus de détails, voir Fiche technique et Distribution.
Les Enfants dans la forêt (The Babes in the Woods) est un film américain réalisé par les frères Chester M. Franklin et Sidney Franklin et sorti en 1917.

## Synopsis
Le scénario est inspiré de l'histoire de Hansel et Gretel de Jacob et Wilhelm Grimm.

## Fiche technique
- Titre original : The Babes in the Woods
- Réalisation : Chester M. Franklin et Sidney Franklin
- Scénario : Bernard McConville d'après Hansel et Gretel de Jacob et Wilhelm Grimm.
- Photographie : Harry W. Gerstad
- Production : Fox Film[1]
- Durée : 50 minutes
- Dates de sortie :
  -  États-Unis : 2 décembre 1917
  -  France : 19 décembre 1919

## Distribution
- Francis Carpenter : Roland / Hansel
- Virginia Lee Corbin : Rose / Gretel
- Violet Radcliffe : The Robber Prince
- Carmen De Rue : The Good Fair
- Herschel Mayall : John Hamilton
- Rosita Marstini : Mrs. Hamilton
- Robert Lawler : Mason Hamilton
- Scott McKee : The Butler
- Ted Billings : The Witch